# محله هوایی میلر مموریال
محله هوایی میلر مموریال (به انگلیسی: Miller Memorial Airpark) یک فرودگاه همگانی است که یک باند فرود شن دارد و طول باند آن ۱۱۸۰ متر است. این فرودگاه در کشور ایالات متحده آمریکا قرار دارد و در ارتفاع ۶۸۵ متری از سطح دریا واقع شده‌است.